# Manchester (Pensilvânia)
Manchester é um distrito localizado no estado norte-americano de Pensilvânia, no Condado de York.

## Demografia
Segundo o censo norte-americano de 2000, a sua população era de 2350 habitantes.
Em 2006, foi estimada uma população de 2467, um aumento de 117 (5.0%).

## Geografia
De acordo com o United States Census Bureau tem uma área de
2,0 km², dos quais 2,0 km² cobertos por terra e 0,0 km² cobertos por água. Manchester localiza-se a aproximadamente 246 m acima do nível do mar.

## Localidades na vizinhança
O diagrama seguinte representa as localidades num raio de 12 km ao redor de Manchester.